# Династија Весекс
Династија Весекс је била породица која је првобитно владала краљевство Весекс у југозападној Енглеској од 6. века, почевши од Сердика од Весекса све до уједињења енглеских краљевстава за време Алфреда Великог и његових наследника (мада је Алфредов деда Егберт био тај који је започео доминацију Весекса). Алфред и његови потомци ће такође бити део ове династије, која ће владати непрекидно све до Алфредовог потомка Етелреда Неспремног, за време чије ће владавине крајем 10. и почетком 11. века се догодити данска окупација, а након његове смрти и смрти његовог сина Едмунда Гвозденог, Енглеском ће владати Данац Кнут Велики и његови наследници све до 1042. Династија Весекс ће потом на 24 године повратити власт, али након збацивања, а касније и смрти њеног последњег изданка, Етелредовог праунука Едгара Етелинга ће нестати са историјске сцене.